# Grosseto
Grosseto est une ville d'environ  82 315 habitants, dans le sud de la Toscane, chef-lieu de la province du même nom, en Italie.

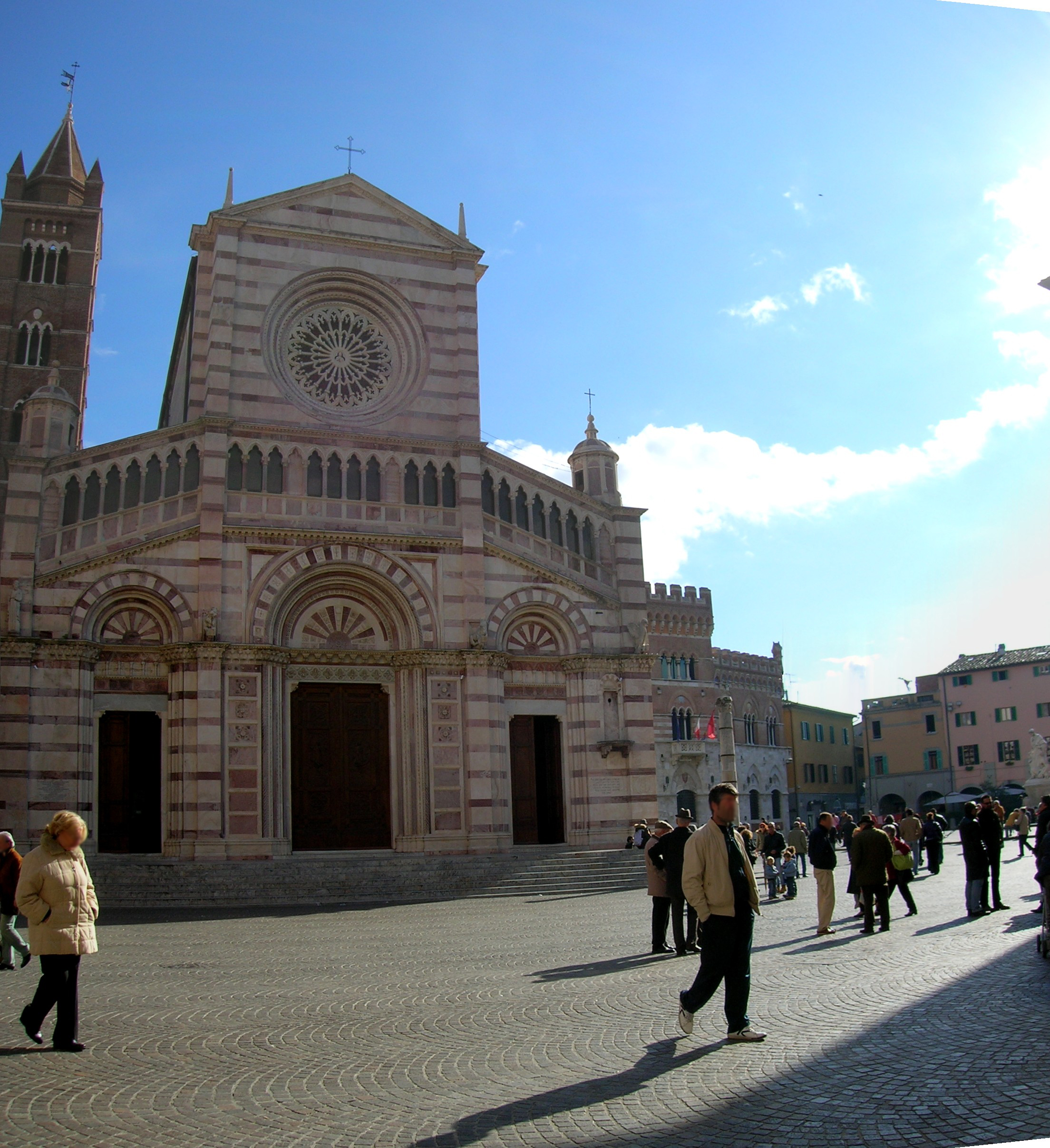
La Piazza Dante avec la cathédrale au premier plan.

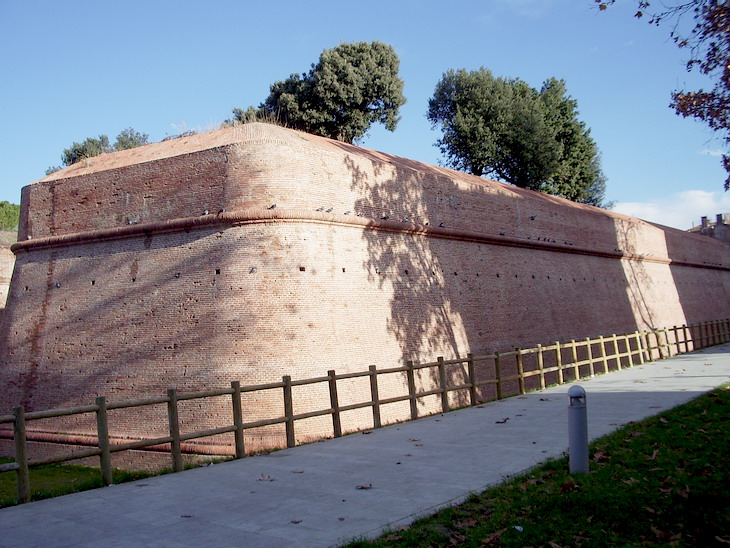
Les murailles de Grosseto.

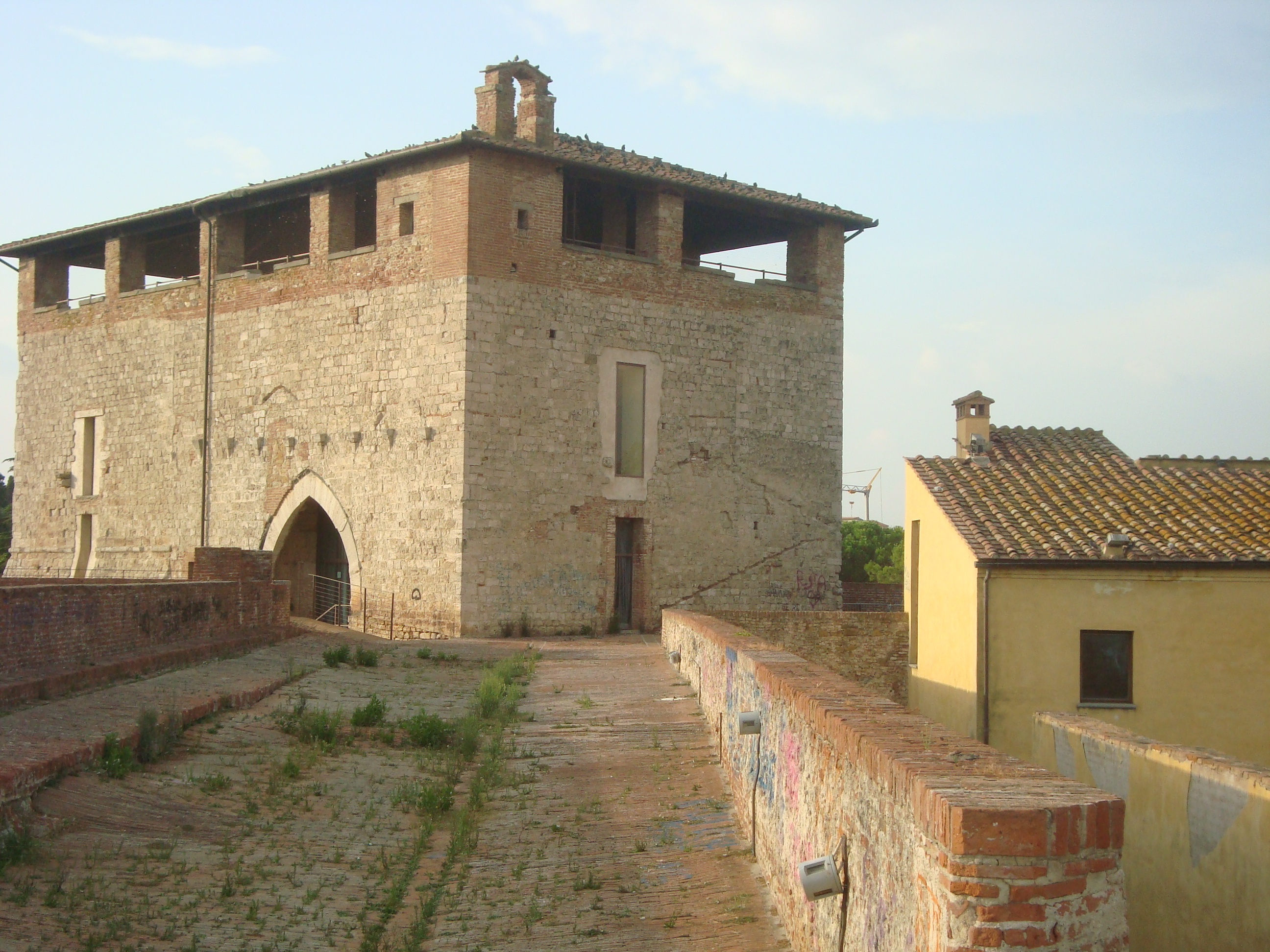
La forteresse de Grosseto.

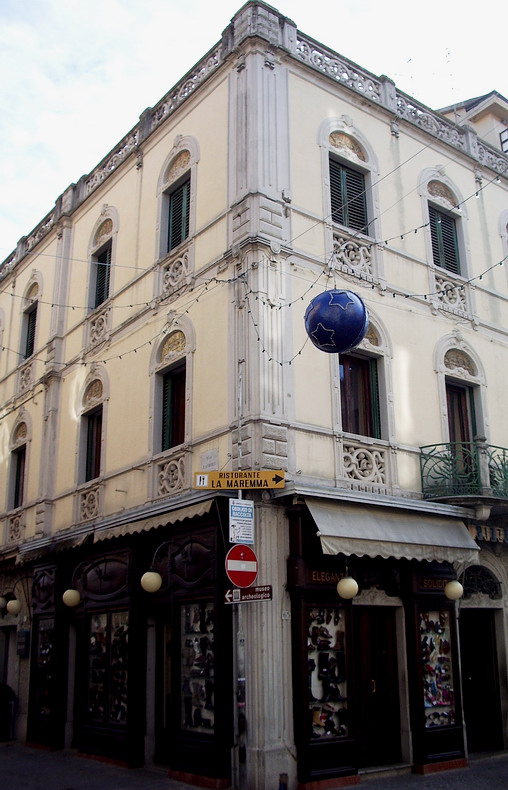
Le Palazzo Tognetti dans le Corso Carducci.

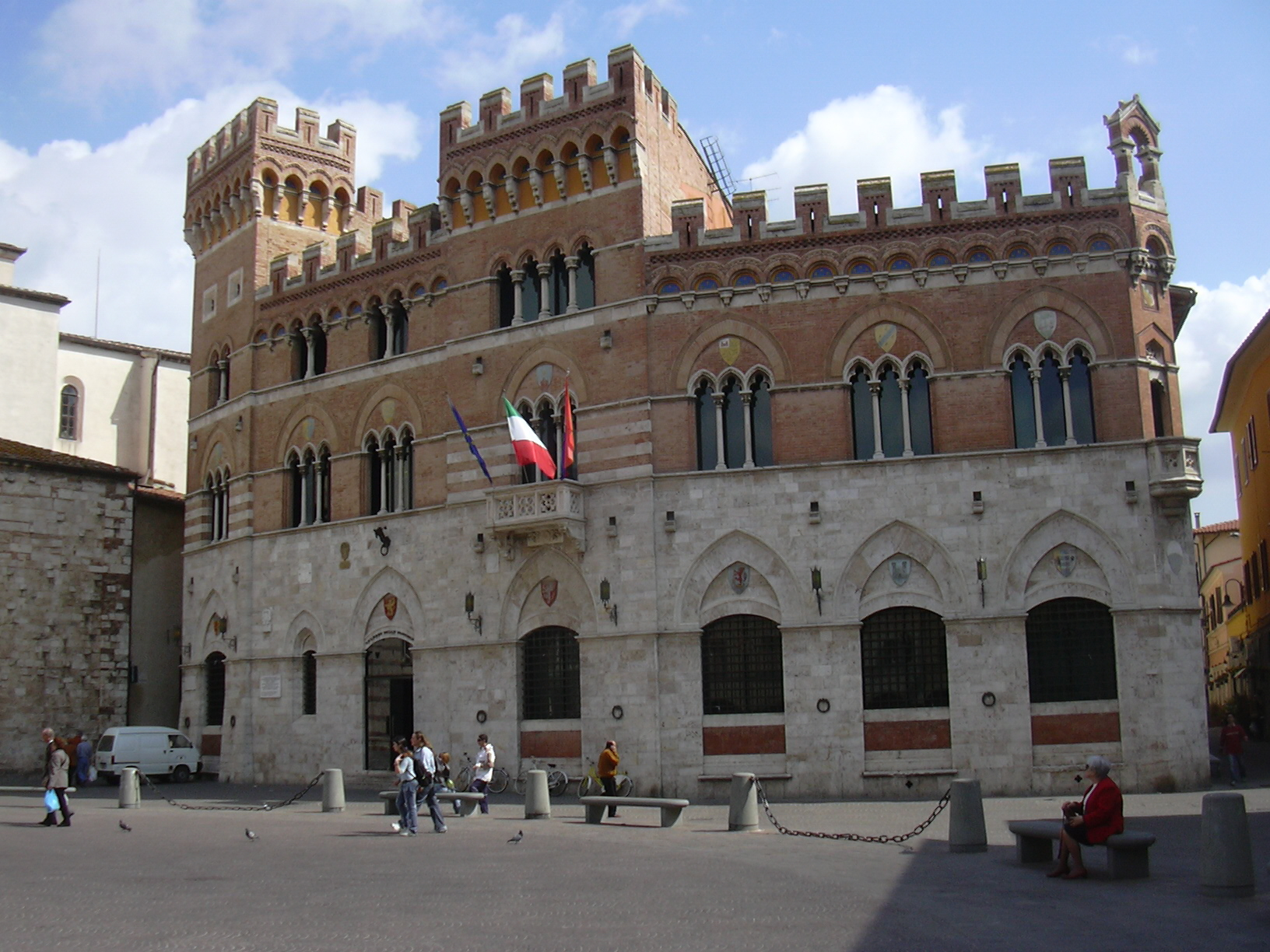
Le Palazzo Aldobrandeschi dans la Piazza Dante.

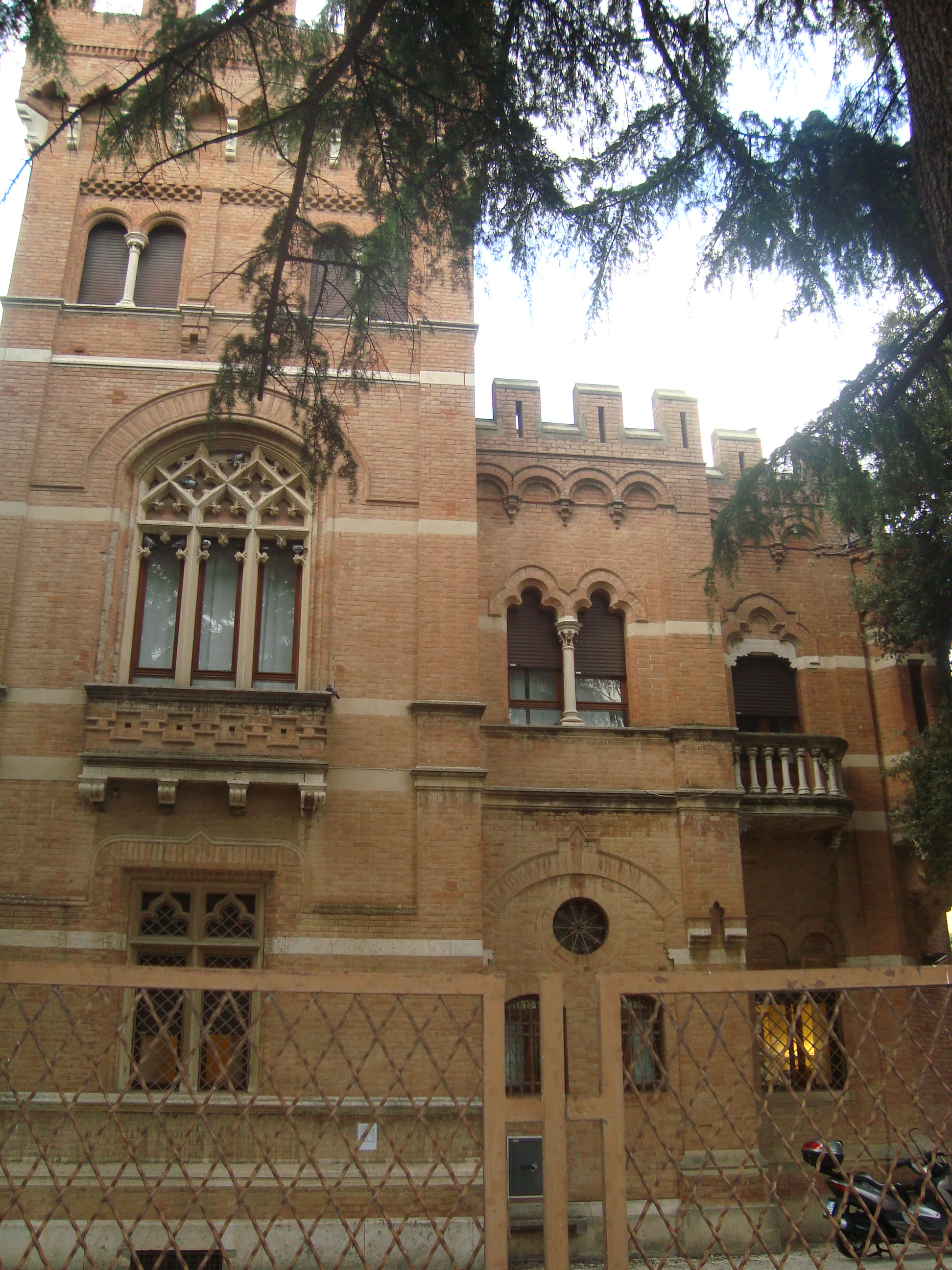
Le Villino Pastorelli.

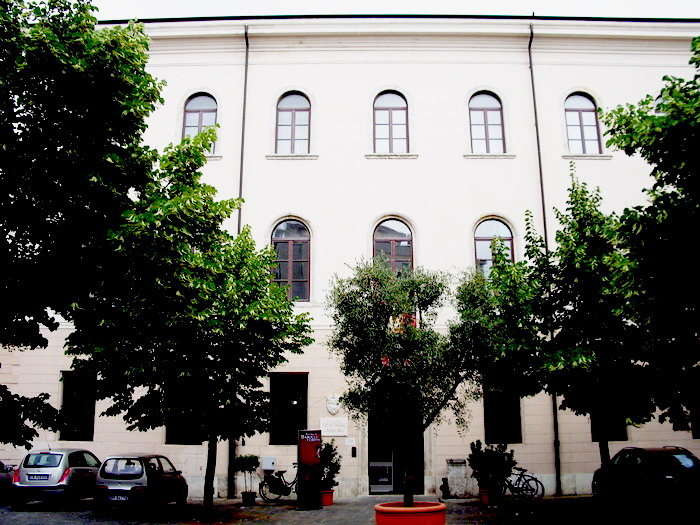
Le Palais de l'ancien tribunal, siège du Musée Archéologique.

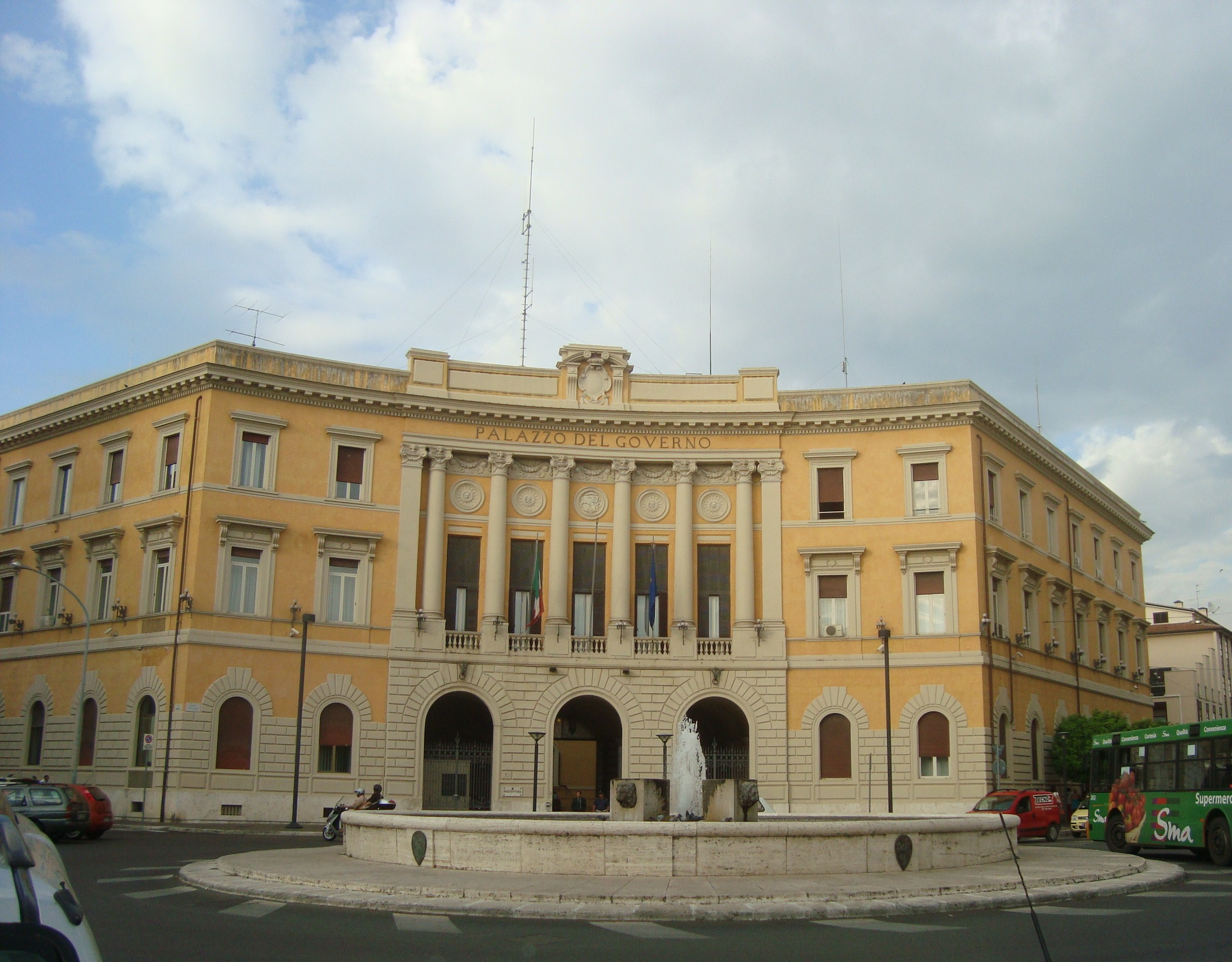
Le Palazzo del Governo.

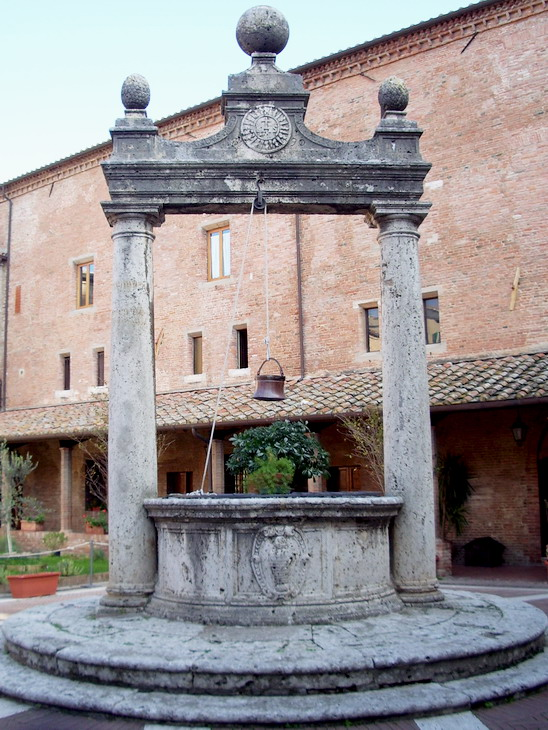
Le Puits de la Bouflesse dans le cloître de l'église San Francesco.

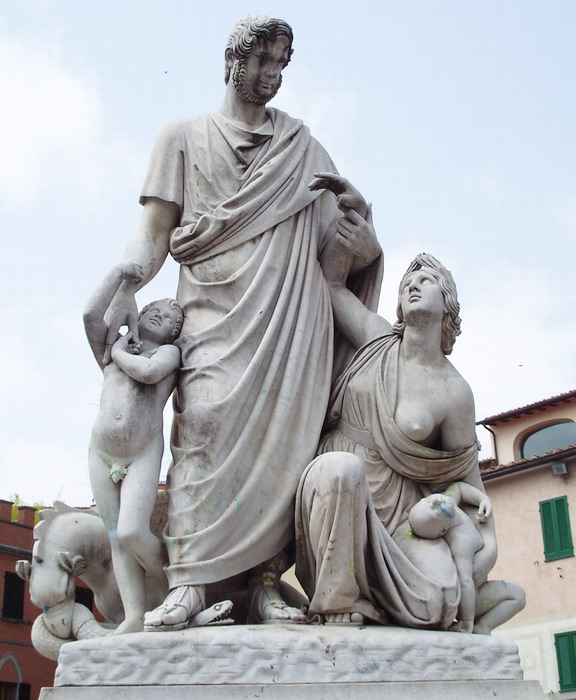
Le Monument à Canapone.

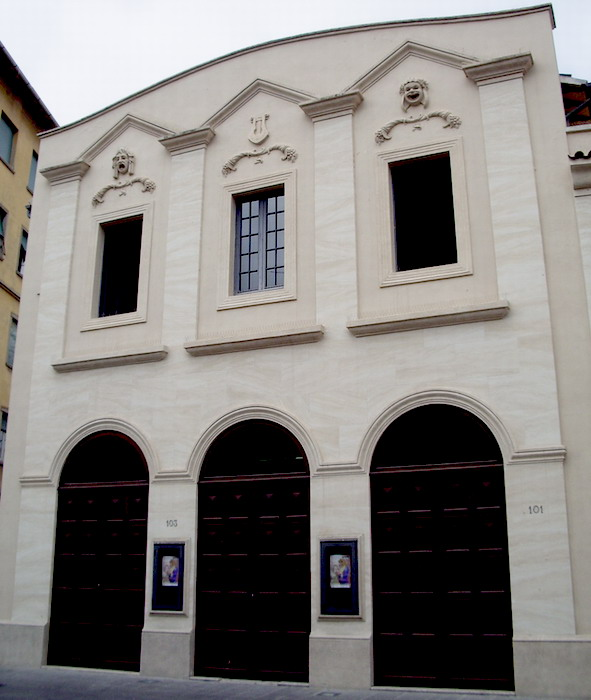
Le Teatro degli Industri.

## Géographie

### Communes limitrophes
Campagnatico, Castiglione della Pescaia, Gavorrano, Magliano in Toscana, Roccastrada, Scansano

### Transports
Grosseto et la Maremme sont desservies par l'aéroport Baccarini (code AITA : GRS) situé à mi-chemin entre Grosseto et Marina di Grosseto. C’est essentiellement un aéroport militaire qui accueille des charters et des avions privés, surtout pendant la saison touristique. En ce qui concerne les vols nationaux et internationaux, les aéroports de référence sont celui de Florence et celui de Pise, celui de Rome Fiumicino accueillant en outre les vols intercontinentaux. Tous les trois sont à une distance de 150 km de Grosseto.

## Histoire

### Préhistoire
Le site de Poggetti Vecchi est découvert à l'occasion de la construction de piscines thermales. La datation par radiométrie lui donne un âge d'environ 171 000 ans, période du Pléistocène moyen. Il a livré des outils lithiques et en bois, et des os fossiles provenant en majorité de l'éléphant à défenses droites Paleoloxodon antiquus.
Les outils on bois sont des bâtons de buis (Buxus sempervirens) du type bâton à fouir, de plus de 1 m de longueur, arrondis à un bout et pointu à l'autre bout. Ils sont en partie calcinés, peut-être pour limiter le travail de grattage de l'écorce, selon une technique encore non documentée pour cette époque (mais le durcissement du bois par le feu est connu assez tôt, témoin l'épieu en bois de Lehringen en Allemagne, qui remonterait à 125 000 ans).

## Population et société

### Démographie
En 1936, la ville compte 26 383 habitants.

## Culture

### Le centre historique
La ville est entièrement ceinte de murailles datant initialement de l'époque médiévale, reconstruites ensuite au Cinquecento.
Son accès se fait par la Porta Nuova, creusée au XIXe siècle rompant la continuité des fortifications.

#### Principales places et rues
- Piazza Dante
- Piazza del Sale
- Piazza San Francesco
- Piazza della Palma
- Piazza Baccarini
- Piazza Socci
- Piazza dei Martiri d'Istia
- Corso Carducci
- Chiasso delle Monache
- Strada Ginori
- Strada Ricasoli
- Strada Vinzaglio

### Musées
- Musée archéologique et d'art de la Maremme, qui expose en particulier des vestiges du site de Roselle ;
- Musée d'histoire naturelle de la Maremme ;
- Musée collection Gianfranco-Luzzetti ;
- Observatoire astronomique de Roselle.

### Théâtres
- Le Teatro degli Industri, le plus ancien théâtre de la ville ;
- le Teatro Moderno, le plus grand théâtre de la ville , transformé en salle d'audience, en février 2013, pour accueillir le procès de Francesco Schettino, capitaine du Costa Concordia, naufragé devant l'Île de Giglio.
- l'amphithéâtre romain de Roselle, pour les festivals d'été en plein air ;
- la Cava de Roselle.

### Personnalités
Personnalités nées à Grosseto
- Andrea da Grosseto (XIIIe siècle-?), écrivain.
- Luciano Bianciardi (1922-1971), écrivain, journaliste et traducteur.
- Marco Branca (1965), footballeur.
- Franco Colomba (1955), ancien milieu de terrain, puis entraîneur de football.
- Lucio Corsi (1993), auteur-compositeur-interprète.
- Elsa Martinelli (1935-2017), actrice.
- Luigi Pistilli (1929-1996), acteur.
- Quartiere Coffee, groupe de musique reggae.
- Alessandra Sensini (1970), véliplanchiste.

Personnalités liées à Grosseto
- Carlo Cassola (1917-1987), écrivain, qui vécut à Grosseto de 1948 à 1971.
- Giuseppe Dessì (1909-1977), écrivain, politicien dans le PCI de Grosseto.
- Frédéric II du Saint-Empire (1194-1250), qui a passé les hivers de 1243, 1244, 1245 et 1246 à Grosseto pour la chasse avec le faucon.
- Ferdinando Innocenti (1891-1966), industriel, connu pour les voitures Innocenti, vécut dans sa jeunesse à Grosseto.
- Baldassarre Lanci (1510-1561), architecte et ingénieur.
- Umberto Lenzi (1931-2017), réalisateur et scénariste, née à Massa Marittima.
- Laura Morante (1956), actrice, née à Santa Fiora.
- Lorenzo Porciatti (1864-1928), architecte de l'Art nouveau et néo-gothique.

## Monuments

### Religieux
- La cathédrale de Grosseto, ou Duomo, dédiée à Saint Laurent ;
- l'église San Francesco, église médiévale dans le centre historique (Crucifix peint de l'atelier de Duccio) ;
- l'église San Pietro, la plus ancienne église de la ville, construite sur l'ancienne Via Aurelia ;
- l'église des Bigi et le couvent des Clarisses, du XVIe siècle ;
- l'église de la Miséricorde, du XIXe siècle ;
- l'église Medaglia Miracolosa, en dehors du périmètre des murailles, dans la banlieue de Porta Nuova ;
- la basilique Sacro Cuore di Gesù, imposant bâtiment construit entre 1954 et 1955 longue viale della Pace ;
- l'église San Giuseppe (1940) ;
- l'église San Giuseppe Benedetto Cottolengo (1951) ;
- l'église Santa Lucia (1969) ;
- l'église Maria Santissima Addolorata (1971) ;
- l'église Santissimo Crocifisso (1971) ;
- l'église Santa Famiglia (1989) ;
- l'église Teresa de Calcutta (2018) ;
- l'ancien couvent du XVe siècle, dans Piazza Manescalchi ;
- l'ancienne église San Giovanni, construite au XIIe siècle et aujourd'hui transformée en villa.

### Civils

#### Palais
- Palais dans le centre historique :
  - Palazzo Aldobrandeschi (1903) ;
  - Palazzo Berti (1894) ;
  - Palazzo Cappelli (1903) ;
  - Palazzo Carmignani (1921) ;
  - Palazzo Chiarini (XVIIe siècle) ;
  - Palazzo comunale, l'hôtel de ville (1870-1873) ;
  - Palais épiscopal ;
  - Palazzo del Genio Civile (1911) ;
  - Palazzetto Gigli (XIVe siècle) ;
  - Palazzo Mensini (1898), abrite la Bibliothèque Chelliana ;
  - Palazzo Monte dei Paschi di Siena (1912) ;
  - Palazzo Moschini, abrite les Archives d'État de Grosseto.
  - Palazzo Pallini (1918) ;
  - Palazzo Stefanopoli-Porciatti (XVIIIe siècle) ;
  - Palazzo Stella d'Italia (1890) ;
  - Palazzo Tognetti (1910) ;
  - Ancien palais de la Banque d'Italie (1896) ;
  - Ancien palais de l'hôpital de la Miséricorde, abrite le Centre universitaire de Grosseto ;
  - Ancien palais de justice, abrite le Musée archéologique ;
- Palais dans la zone urbaine :
  - Palazzina Tempesti (1913) ;
  - Palais du gouvernement (1927) ;
  - Palazzo delle Poste, de Angiolo Mazzoni (1932) ;
  - Palais du Consorzio agrario (1938-1940) ;
  - Palazzo della Bonifica Grossetana (1935) ;
  - Palais de justice, de Giuseppe Giorgio Gori et Rosario Vernuccio (1964) ;
  - Palais de Procureur, de Mario Luzzetti (1982).

#### Villa
- Villa grand-ducale d'Alberese ;
- Villa Ricasoli, ou ferme de Barbanella ;
- Villino Andreini (1909) ;
- Villino Magrassi (1928) ;
- Villino Mazzoncini (entre 1910 et 1920) ;
- Villino Panichi (1900) ;
- Villino Pastorelli (1913).

#### Autres bâtiments d'intérêt
- Cassero del sale, construit au XIIIe siècle pour abriter le sel extrait le long de la côte ;
- Casa del Fascio, qui était le siège du parti fasciste, aujourd'hui de la Guardia di Finanza (1923-1941) ;
- Cinéma Marraccini (1926) ;
- Grand Hôtel Bastiani (1912) ;
- Prison de Grosseto (XIXe siècle) ;
- Ancienne école maternelle « Vittorio Emanuele » (XIXe siècle), abrite le Musée d'histoire naturelle ;
- Ancienne école industrielle de Piazza De Maria (1940) ;
- Complexe Cosimini, de Ludovico Quaroni (1978).

#### Puits médiévaux
- Puits de la Bufflesse, dans le cloître de l'église San Francesco ;
- Puits de l'Hôpital, dans la place devant l'ancien hôpital Misericordia ;
- Puits de la Forteresse, dans la forteresse de les murailles de Grosseto

### Militaire
- Enceinte de Grosseto : les murs primitifs dataient du XIIe siècle, démolis par la république de Sienne au XIVe siècle. Au XVIe siècle les Médicis commandent à Baldassarre Lanci de nouveaux remparts avec six bastions : Bastion Rimembranza, Bastion Fortezza (y compris Bastion de Santa Lucia et Bastion Vittoria), Bastion Maiano, Bastion Cavallerizza, Bastion Molino a Vento et Bastion Garibaldi.
- Murailles de Batignano : construits au XIIe siècle et XIVe siècle à Batignano, frazione de Grosseto.
- Murailles de Montepescali : construits au XIIIe siècle à Montepescali
- Murailles d'Istia d'Ombrone : datant du Moyen Âge à Istia d'Ombrone.
- Cassero Senese : donjon médiéval, vestige des constructions de la république de Sienne.
- Fort de San Rocco : fortification côtière située près de la marina, construite par les Lorrains dans la seconde moitié du XVIIIe siècle, dans le site d'une structure existante comme poste d'observation.
- Fort Le Marze : fortification côtière construite par les Lorrains dans la seconde moitié du XVIIIe siècle, dans le site d'une structure existante comme poste d'observation.
- Tino di Moscona : fortification moyenâgeuse surplombant le site archéologique de Roselle.

Dans le parc naturel de la Maremme :
- Tour Trappola: tour côtière sienoise proche de Principina a Mare
- Tour de Castel Marino : tour côtière siennoise construite par les Aldobrandeschi
- Tour de Collelungo : tour côtière siennoise
- Tour de l'Uccellina

### Sculptures
- Monument à Canapone (1846) ;
- Monument à Andrea da Grosseto (1973) ;
- Monument à saint François d'Assise (1965) ;
- Monument aux Morts pour la Patrie (1896) ;
- Buste d'Ettore Socci (1907) ;
- Buste de Giuseppe Garibaldi (1884) ;
- Buste de Giuseppe Mazzini (1950) ;
- Buste d'Alessandro Manetti (1873).

## Sports
La ville de Grosseto a une longue tradition dans les sports, avec d'excellents résultats dans la boxe, le rink hockey, et le baseball. Aujourd'hui, les sports les plus populaires sont le baseball, avec la Grosseto Baseball en Serie A, et le soccer, avec le US Grosseto FC en série B. De bons résultats également dans le cricket, avec le Maremma Cricket Club qui joue dans la première série.
Grâce à son stade d'athlétisme, la ville a organisé les Championnats du monde junior d'athlétisme 2004, les Championnats d'Europe juniors d'athlétisme 2001 et de nombreuses autres compétitions de moindre envergure, dans un ancien stade olympique (inauguré en 1960 par un match amical Italie-France). Le stade de football est le Stade Carlo-Zecchini et le stade de baseball, le deuxième plus grand stade en Italie après celle de Nettuno, est le Stade Roberto Jannella.
Grosseto est souvent choisi comme site d'entraînement pour les athlètes de différentes disciplines, comme Andrew Howe, Oscar Pistorius, Ambra Sabatini et Alessandra Sensini.

## Fêtes, foires
Pendant l'été, le 10 août, Grosseto célèbre saint Laurent, le saint patron de la ville, avec un défilé de chars dans le centre et le spectacle de butteri. Le 16 août, le hameau de Marina di Grosseto célèbre saint Roch, avec des feux d'artifice lancés à partir du rivage.

## Administration

### Liste des maires
| Période                                  | Période      | Identité                         | Étiquette    | Qualité |
| ---------------------------------------- | ------------ | -------------------------------- | ------------ | --- |
| Les données manquantes sont à compléter. |              |                                  |              | |
| 1944                                     | 1951         | Lio Lenzi                        | PCI          | |
| 1951                                     | 1970         | Renato Pollini                   | PCI          | |
| 1970                                     | 1982         | Giovanni Battista Finetti        | PCI          | |
| 1982                                     | 1992         | Flavio Tattarini                 | PCI          | |
| 1992                                     | 1997         | Loriano Valentini                | PDS          | |
| 1997                                     | 2005         | Alessandro Antichi               | FI           | 2005: le maire Antichi est élu au conseil régional de la Toscane la fonction de maire est donc exercée par le vice-maire. |
| 2005                                     | 30 mai 2006  | Gabriele Bellettini              | UDC          | vice-maire |
| 30 mai 2006                              | 23 juin 2016 | Emilio Bonifazi                  | PD           | |
| 23 juin 2016                             | En cours     | Antonfrancesco Vivarelli Colonna | centre droit | |

### Arrondissements et quartiers
Ci-dessous, un tableau répertoriant les anciens 8 arrondissements (circoscrizioni) de Grosseto existants de 1977 à 2011 et les quartiers qui les composent, plus significatifs que le numéro de l'arrondissement en lui-même :
| Les 8 arrondissements de Grosseto (1977–2011) | |
| 1er arrondissement Barbanella                 | Barbanella, Barbaruta, Casotto dei Pescatori, Cernaia, Marrucheto, Pollino, Posto Raccolta Quadrupedi, Rugginosa      |
| 2e arrondissement Centro                      | Centre historique, Porta Nuova, Porta Vecchia, Borgo Corsica, Borgo Tripoli, Alberino, Crespi, San Martino, Casalecci |
| 3e arrondissement Gorarella                   | Gorarella, Pianetto, Principina Terra, Querciolo, San Lorenzo, Trappola                                               |
| 4e arrondissement Pace                        | Sugherella, Commendone, Pace, Poggione, Villaggio Curiel, Villaggio Europa                                            |
| 5e arrondissement Alberese-Rispescia          | Alberese, Rispescia, Grancia, Ottava Zona                                                                             |
| 6e arrondissement Marina                      | Marina di Grosseto, Principina a Mare                                                                                 |
| 7e arrondissement Braccagni-Montepescali      | Braccagni, Montepescali, Acquisti, Madonnino, Versegge                                                                |
| 8e arrondissement Istia-Batignano-Roselle     | Batignano, Istia d'Ombrone, Roselle, Nomadelfia, Vallerotana                                                          |

### Hameaux
- Alberese, petit village situé dans le Parc Naturel de la Maremme.
- Batignano, village médiéval situé au nord de la ville.
- Braccagni, village moderne construit sur les pentes de la colline de Montepescali.
- Istia d'Ombrone, petit village médiéval construit sur les rives de la rivière Ombrone.
- Marina di Grosseto, village touristique situé sur la mer Tyrrhénienne.
- Montepescali, petit village médiéval situé sur une colline panoramique.
- Principina a Mare, petit village touristique près de Marina di Grosseto et de l'embouchure de l'Ombrone.
- Principina Terra, quartier situé à seulement 3 km au sud-ouest de Grosseto, à mi-chemin de Principina a Mare.
- Roselle, village qui se dresse près des ruines de l'ancienne ville étrusque-romaine de Roselle.
- Rispescia, petit village créé par la réforme agraire des années 1950, juste à l'extérieur du Parc Naturel de la Maremme.

### Jumelages
- Kashiwara (Japon)
- Montreuil (France)
- Narbonne (France)
- Saintes-Maries-de-la-Mer (France)
- Birkirkara (Malte)
- Dimitrovgrad (Bulgarie)
- De plus, Grosseto est jumelée, en raison de la similitude des couleurs de leur blason (rouge et blanc), avec la contrada de la Girafe, une des dix-sept contrades de Sienne.

## Économie
L'économie est principalement axée sur le tourisme (particulièrement intense sur la côte) et l'agriculture, fondée sur la recherche de produits de qualité.
Les cultures les plus répandues sont les céréales, le tournesol, les légumes et, dans les collines, les vignes et l'olivier qui fournissent des produits de haute qualité avec l'huile des collines de Maremme et parmi les vins, le Monteregio de Massa Marittima sur le Nord-Ouest, le Montecucco, du Nord-Est de la frontière avec la commune de Campagnatico, le Sangiovese di Maremma de Roccastrada et Montemassi, et le Morellino de Scansano dans l'Est. Un autre produit de première qualité est certainement la viande Maremmana, provenant de bovins de race locale élevés à l'état sauvage sous les yeux attentifs des butteri dans les vastes plaines autour de la ville.
La marque de vêtements (Mabro) y a son siège, marque bien connue aux niveaux  national et international ; la parfumerie aujourd'hui répandue dans toute l'Italie (La Gardenia) ; un établissement de l'industrie des matières plastiques ; depuis plus de vingt ans,  une entreprise spécialisée dans la fabrication de produits en fibre de verre, avec les casques de moto et de voiture (Vemar), également portés en MotoGP en 2008 par les coureurs Andrea Dovizioso et Alex De Angelis ;   des entreprises qui produisent des planches à voile et kitesurfs, avec une ligne spécifique de vêtements de sport.

### Zones artisanales
À Grosseto se trouvent huit zones industrielles et artisanales :
- Area artigianale Aurelia, dans la zone industrielle nord.
- Area artigianale Casalone, dans la banlieue sud de Casalone.
- Area artigianale Marina, dans le hameau balnéaire de Marina di Grosseto.
- Area artigianale Orcagna, dans la banlieue ouest.
- Area artigianale Poggetti Nuovi, dans la zone industrielle nord.
- Area artigianale Scansanese, sur la route du cimetière et de Scansano.
- Area artigianale Senese, sur la route de Sienne.
- Area artigianale Stati e Nazioni, dans la banlieue nord de Cittadella.